# Distretto di Slonim
Il distretto di Slonim (in bielorusso Слонімскі раён?) è un distretto (raën) della Bielorussia appartenente alla regione di Hrodna.